# Tullia Major
Pour les articles homonymes, voir Major (homonymie).
Tullie l'Aînée ou Tullia Major (première moitié du VIe siècle av. J.-C. - v. 539 av. J.C.) est une femme étrusque sœur de Tullia Minor, fille du roi de Rome Servius Tullius et première femme de Tarquin le Superbe.

## Histoire
Tarquin le Superbe assassine Tullia Major pour pouvoir épouser sa sœur Tullia Minor qui de son côté assassine son premier mari Arruns Tarquinius.
Lucius Tarquin et Tullia Minor se marièrent après avoir tué leurs époux respectifs et Servius Tullius ne s'opposa pas à leurs noces :

« Lucius Tarquinius et Tullia minor, après avoir libéré leurs maisons pour de nouvelles noces avec deux enterrements pratiquement simultanés, s'unirent par le mariage et Servius n'approuva et ne s'opposa.
Lucius Tarquinius et Tullia minor prope continuatis funeribus cum domos vacuas novo matrimonio fecissent, iunguntur nuptiis, magis non prohibente Servio quam adprobante »

— Tite Live, Histoire romaine, I, 46
Une révolte contre le roi Tarquin le Superbe se déclencha à la suite de l'outrage subi par Lucrèce et toucha aussi Tullia Minor, qui fut obligée de s'exiler avec ses enfants et son mari.

## Sources
- (it) Cet article est partiellement ou en totalité issu de l’article de Wikipédia en italien intitulé « Tullia Maggiore » (voir la liste des auteurs).